# Grigri (escalade)
Pour les articles homonymes, voir grigri.

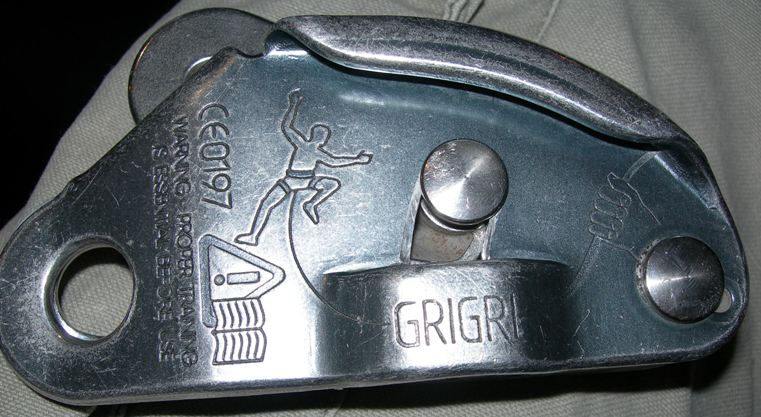
Flanc avec les logos d'utilisation.

Un Grigri est un système d'assurage avec blocage assisté, utilisé pour l'escalade en tête sur corde dynamique et en moulinette sur cordes dynamique et statique. C'est un équipement de protection individuelle de la chaîne d'assurage géré par l'assureur ou le grimpeur en auto-assurage.
Ce matériel d'escalade, à peu près de la taille d'une main et d'un poids de 225 g, est conçu pour aider à sécuriser la pratique de l'escalade ou de travaux acrobatiques sur corde de 8,5 à 11 millimètres. Sa fonction principale est d'être un système d'assurage avec blocage assisté par came (et non pas auto-bloquant) en cas de chute du grimpeur ; il ne dispense pas l'assureur de maintenir son attention sur le grimpeur. Grigri est une marque déposée de Petzl, mais son succès est d'une importance telle que son nom désigne parfois simplement un descendeur autobloquant.

## Précautions d'utilisation
Des logos « grimpeur » et « main » sont présents sur le flanc de l'appareil. Il présente le sens de passage de la corde. Si la corde est passée dans le mauvais sens, le Grigri ne bloque pas et son utilisation est dangereuse.

## Versions et dérivés
Le premier Grigri s'est fortement démocratisé aux alentours de 1998 bien que des brevets sur des technologies proches soient apparus au début des années 1990. Une version plus récente et allégée (185 g) dénommée Grigri 2 existe également. Il est prévu pour des cordes de 8,9 à 11 millimètres. Ce produit a fait l'objet d'un dépôt de brevet par Zedel en 2011, année de sa commercialisation.
D'autres marques produisent des appareils aux fonctionnalités identiques, par exemple l'Eddy produit par Edelrid ou le Sum produit par Faders.
En juin 2011 le Grigri 2 a fait l'objet d'un rappel au fabricant vraisemblablement à cause d'une défaillance du blocage lors d'une mauvaise manipulation.

Différents Grigri (modèle original)
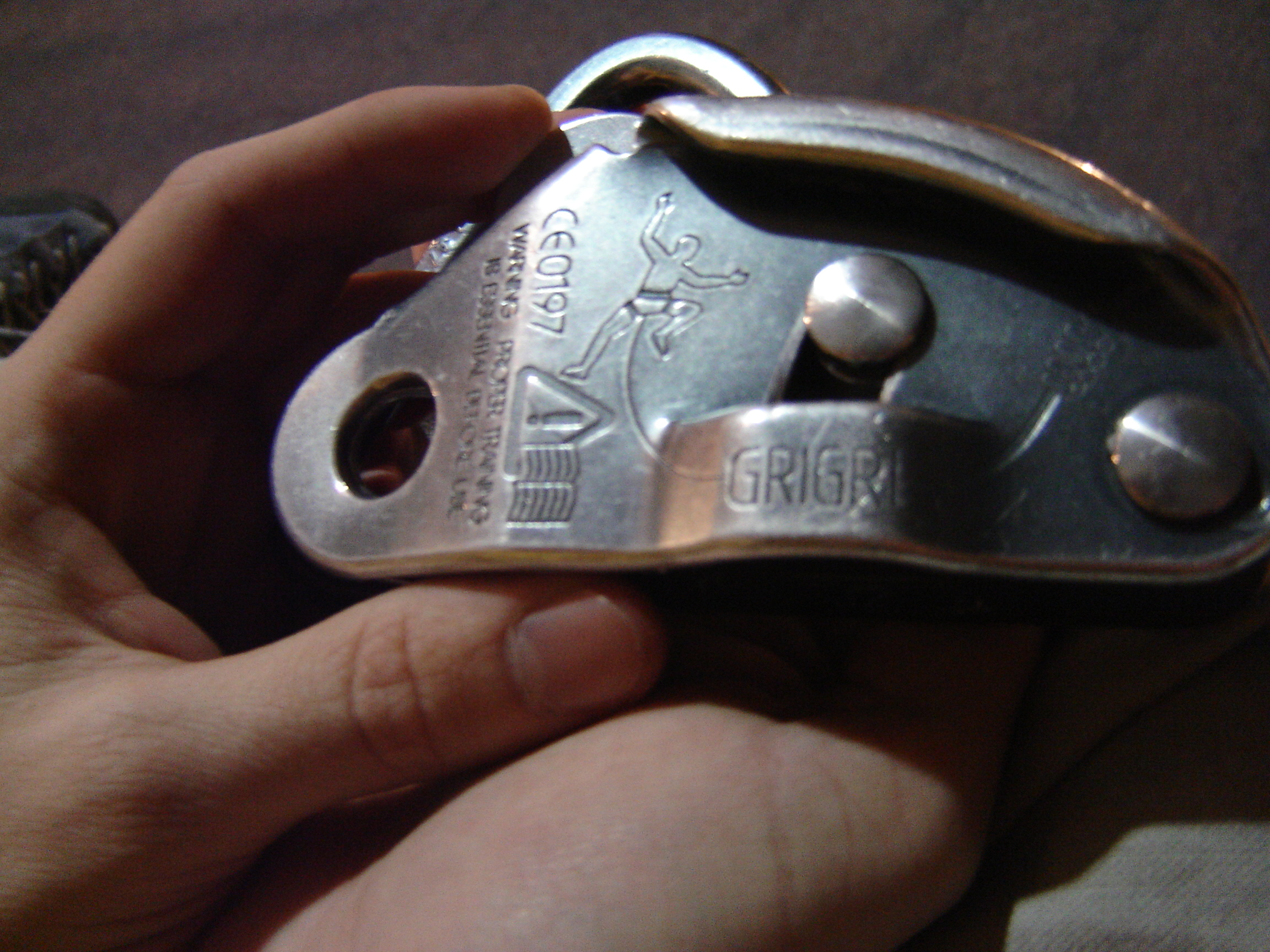
En position usuelle
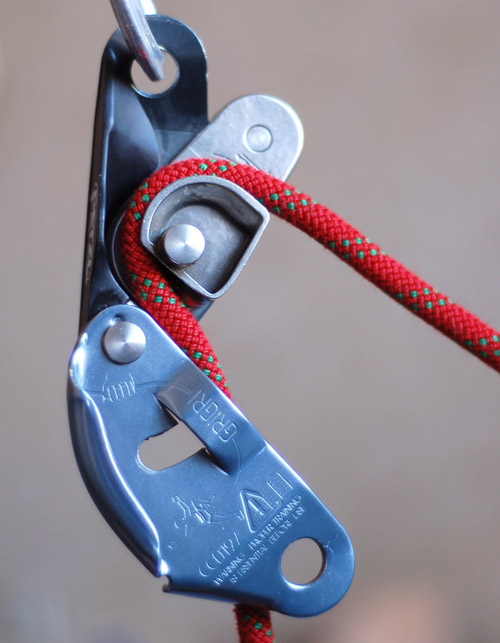
En position ouverte et bloquée